# Чемпион (фильм, 1915)
«Чемпион» (англ. The Champion, другие названия — Battling Charlie / Champion Charlie / Charlie the Champion) — немой короткометражный фильм Чарльза Чаплина, выпущенный 11 марта 1915 года.

## Сюжет
Проходя по улице, Бродяга видит объявление: «Требуется спарринг-партнёр, умеющий держать удар». Решив подзаработать, он приходит по объявлению и видит, как выносят одного за другим других бродяг, решивших стать спарринг-партнёрами. Испугавшись, Бродяга засовывает в перчатку подкову и легко побеждает основного бойца. Таким образом, он становится главным претендентом на титул и ему предстоит схватка с действующим чемпионом. А пока он тренируется, флиртует с дочкой тренера и отваживает жуликоватого букмекера, предлагающего ему проиграть за большие деньги. Вскоре наступает время решающей схватки. После многих раундов отчаянного сражения Бродяга оказывается в критическом состоянии, и в этот момент ему на выручку приходит его верный пёс, вцепившийся в соперника. Претендент становится чемпионом.

## В ролях
- Чарли Чаплин — претендент на титул чемпиона
- Эдна Пёрвиэнс — Эдна, дочь тренера
- Эрнест Ван Пелт — Спайк Дюган, боксёр
- Билл Като — первый бродяга
- Ллойд Бэкон — второй бродяга / рефери
- В. Коулмэн Элам — третий бродяга
- Лео Уайт — букмекер-аферист
- Бад Джемисон — Боб Апперкот, чемпион
- Бен Тёрпин — торговец
- Брончо Билли Андерсон — болельщик
- Пэдди Макгуайр — болельщик